# Torleya
Torleya is een geslacht van haften (Ephemeroptera) uit de familie Ephemerellidae.

## Soorten
Het geslacht Torleya omvat de volgende soorten:
- Torleya coheri
- Torleya japonica
- Torleya lacuna
- Torleya longforceps
- Torleya lutosa
- Torleya major
- Torleya mikhaili
- Torleya naga
- Torleya nepalica
- Torleya padunica